# It's London Calling
It's London Calling is een nummer van rockband Kane. Het werd als vierde single uitgebracht ter promotie van het zevende studioalbum Everything You Want. 13 oktober 2008 werd het nummer digitaal uitgebracht terwijl de fysieke single en maxisingle 17 oktober hun release kregen.

## Achtergrondinformatie
De band beschrijft het nummer als "die uplifting feelgood track, die je meeneemt naar wat de zomer van 2008 had moeten zijn... Zonnig en warm!" Het nummer is een liefdeslied, waarbij de tekst verwijst naar Woesthoffs vriendin, Lucy Hopkins. Met de titel wordt verwezen naar de keren dat Hopkins vanuit haar toenmalige verblijf in Londen naar Woesthoff in de Verenigde Staten belde, waar hij bezig was met het album. It's London Calling is wat luchtiger en softer dan de vorige single Wanna Make It Happen. Deze laatste bereikte slechts de 34ste plaats in de Nederlandse Top 40 en met deze single wordt geprobeerd een hogere notering te halen. Net als de vorige nummers van het album, werd It's London Calling 538 Alarmschijf.
Het halen van een hogere notering werd behaald. Met een tiende plaats deed It's London Calling het zeker niet onverdienstelijk. Maar net als zijn voorganger bleef It's London Calling kort in de Top 40 voor een Alarmschijf.

### Compositie
It's London Calling begint met een gitaarriff op de akoestische gitaar, waarna na enkele seconden Woesthoff begint te zingen en de drums invallen. In het refrein komen de aanvullende bas- en een ritmische elektrische gitaar erbij. In de brug wordt er een gitaarsolo gespeeld door gitarist Dennis van Leeuwen met een maat erna een extra solo, waarna het laatste refrein volgt.

## Videoclip
De bijbehorende videoclip is, net als die van Shot of a Gun, opgenomen in Brussel. Muziekzender TMF was ook aanwezig gedurende de opnames en een "Making Of" werd op 23 september 2008 uitgezonden, met daarna de clippremière. In de videoclip is aan het begin Woesthoff zingend voor een microfoon te zien met op de achtergrond animaties op een groot scherm. Later zal ook de gehele band te zien zijn in de clip. Op de grote scherm zijn enkele verwijzingen naar de stad Londen te zien.

## Hitnotering
| It's London Calling in de Nederlandse Top 40 - binnen 25 oktober 2008 | It's London Calling in de Nederlandse Top 40 - binnen 25 oktober 2008 | It's London Calling in de Nederlandse Top 40 - binnen 25 oktober 2008 | It's London Calling in de Nederlandse Top 40 - binnen 25 oktober 2008 | It's London Calling in de Nederlandse Top 40 - binnen 25 oktober 2008 | It's London Calling in de Nederlandse Top 40 - binnen 25 oktober 2008 | It's London Calling in de Nederlandse Top 40 - binnen 25 oktober 2008 | It's London Calling in de Nederlandse Top 40 - binnen 25 oktober 2008 | It's London Calling in de Nederlandse Top 40 - binnen 25 oktober 2008 |
| Week                                                                  | 1                                                                     | 2                                                                     | 3                                                                     | 4                                                                     | 5                                                                     | 6                                                                     | 7                                                                     |                                                                       |
| --------------------------------------------------------------------- | --------------------------------------------------------------------- | --------------------------------------------------------------------- | --------------------------------------------------------------------- | --------------------------------------------------------------------- | --------------------------------------------------------------------- | --------------------------------------------------------------------- | --------------------------------------------------------------------- | --------------------------------------------------------------------- |
| Nummer                                                                | 21                                                                    | 10                                                                    | 10                                                                    | 16                                                                    | 26                                                                    | 29                                                                    | 40                                                                    | uit                                                                   |

## Tracklist

### Cd-single
1. "It's London Calling" - 03:41
2. "It's London Calling" (Live in de Kuip)

### Cd-maxi
1. "It's London Calling" - 03:41
2. "It's London Calling" Sunset Ibiza Remix (Soulvation)"
3. "Wanna Make It Happen (Radio Edit) - 03:56
4. "It's London Calling" (Live in de Kuip)

Extra
1. "It's London Calling" (Live in de Kuip, Videoclip)